# 弘南バス藤代車庫
| 藤代車庫のデータ |                            |
| バス事業者       | 弘南バス                   |
| 所管営業所       | 弘前営業所                 |
| 所在地           | 弘前市大字藤代三丁目5番地1 |
| 開所日           | 1969年10月                 |

弘南バス藤代車庫（こうなんバスふじしろしゃこ）は、青森県弘前市にある弘南バスの営業所である。
当初は営業所として開設したが、平成10年に車庫に降格された。なお、停留所名や方向幕・サボ等は、“藤代営業所”のままである。

## 沿革
- 1960年8月 - 弘前市内線支所（弘前営業所所管）を開設。
- 1969年10月 - 弘前市内線支所を藤代に移転し、藤代営業所を開設。
- 1987年 - 和徳営業所の廃止に伴い、「弘前 - 田代・川原平・大秋線」が移管される。
- 1998年 - 組織改正により、弘前営業所 藤代車庫に降格。
  - 管理棟裏の敷地を住宅地として造成・分譲し、規模を縮小。
  - 以下の路線を弘前営業所に移管。
    - 弘前 - 碇ヶ関線
    - 弘前 - 相馬・水木在家線

  - 以下の路線を板柳案内所に移管。
    - 弘前 - 十腰内線 （鬼沢経由）
    - 藤崎 - 藤代営業所線
    - 船沢 - 聖愛高校線

  - 以下の路線の一部を板柳案内所に移管し、共管化。
    - 弘前 - 糠坪線
    - 弘前 - 堂ヶ沢線 （鬼沢経由）
    - 弘前 - 船沢線
    - 弘前 - 弥生線
    - 弘前 - 葛原線
    - 弘前駅 - 藤代営業所線 （駒越経由）
    - 弘前駅 - 藤代営業所線 （浜の町経由）
    - 弘前駅 - 四中校線
    - 駒越 - 松原・小栗山線
    - 浜の町 - 松原線

  - 以下の路線の一部を弘前営業所より移管し、板柳案内所と共管化。
    - 弘前 - 堂ヶ沢線 （楢の木経由）
- 2009年4月1日 - 板柳案内所と桜ヶ丘案内所での車両配置の廃止に伴い、一部の路線が移管される。 待合室横の自動二輪・自転車の駐輪スペースを廃止。

## 所管路線

### 弘前駅 - 藤代営業所線
- 城西大橋経由：弘前バスターミナル（弘前駅前） - 下土手町②（復路：中央通り二丁目） - 大学病院前 - 市役所前公園入口(表示器には市役所前と表示) - 南城西 - 県公舎前 - 城西三丁目（復路：城西四丁目） - 駒越 - 藤代営業所
- 工業高校経由：弘前バスターミナル（弘前駅前） - 下土手町②（復路：中央通り二丁目） - 大学病院前 - 市役所前公園入口(表示器には市役所前と表示) - 工業高校前 - 城西四丁目 - 駒越 - 藤代営業所
- 浜の町経由：弘前バスターミナル（弘前駅前） - 下土手町①（復路：中央通り二丁目） - 弘前文化センター前 - 中央高校前 - 亀の甲門前 - 浜の町 - 田中 - 藤代営業所
- 浜の町・市役所経由（復路のみ）：藤代営業所 - 浜の町 - 亀の甲門前 - 中央高校前 - （電話局・裁判所を経由、この間非停車） - 市役所前 - 大学病院前 - 青森銀行前 - 中央通り二丁目 - 弘前バスターミナル前 - 弘前駅前
- 田茂木経由（復路のみ）：藤代営業所 - 浜の町 - 亀の甲門前 - 田茂木町 - 田町 - 市民生協前 - 代官町 - 弘前バスターミナル前 - 弘前駅前

### 石渡 - 弘前駅線
- 給食センター - 石渡 - 浜の町 - 亀の甲門前 - 中央高校前 - 弘前文化センター前 - 中央通り二丁目 - 弘前バスターミナル前 - 弘前駅前
- 市役所経由：給食センター - 石渡 - 浜の町 - 亀の甲門前 - 中央高校前 - （電話局・裁判所を経由、この間非停車） - 市役所前 - 大学病院前 - 青森銀行前 - 中央通り二丁目 - 弘前バスターミナル前 - 弘前駅前
  - 2003年4月1日 - 農工連発着を廃止。
  - 2008年12月1日 - 弘前バスターミナル発の往路便を廃止。

### 駒越 - 小栗山線
弘前営業所と共管
- 藤代営業所 - 駒越 - 城西四丁目 - 工業高校前 - 市役所前公園入口 - 大学病院前 - 中央通り二丁目（復路：下土手町②） - 上土手町 - 中央松森町 - 大富町入口 - 富田町 - 三中校前 - 実業高校前 - 松原 - 松原東三丁目 - 千年公民館前 - 小栗山 - 弘前営業所
  - 197x年 - 「駒越 - 松原（松原東三丁目）線」の一部を弘前営業所まで延長。
  - 200x年 - 「駒越 - 松原線」の全便を弘前営業所まで延長。
  - 2003年4月1日 - 自治体との協議により、運行本数を4.5往復に減便。
  - 2007年10月1日 - 運行本数を4.5往復から3.5往復に減便。
  - 2008年12月1日 - 運行本数を3.5往復から2.5往復に減便。

### 浜の町 - 安原団地線
弘前営業所と共管
- 往路：藤代営業所 - 浜の町 - 亀の甲門前 - 中央高校前 - 弘前文化センター前 - 中央通り二丁目 - 住吉入口 - 弘前大学前 - 三中校前 - 実業高校前 - 松原 - 松原小学校前 - 安原団地 - マックスバリュ安原店
- 復路：マックスバリュ安原店 - 安原三丁目 - 松原東四丁目 - 松原東三丁目 - 松原 - 実業高校前 - 三中校前 - 弘前大学前 - 住吉入口 - 下土手町① - 弘前文化センター前 - 中央高校前 - 亀の甲門前 - 浜の町 - 藤代営業所
  - 199x年 - 「浜の町 - 松原線」の行先を松原（松原東三丁目）から安原団地（安原一丁目）へ変更。
  - 2002年 - 安原側の起終点を安原一丁目からマックスバリュ安原店へ変更。
  - 2003年4月1日 - 自治体との協議により、運行本数を3.5往復に減便。

### 浜の町 - 南高校線
- 藤代営業所 - 浜の町 - 亀の甲門前 - 中央高校前 - 弘前文化センター前 - 本町 - 弘前高校前 - 新寺町 - 樹木 - ゴールドパック前 - 清水三丁目 - 南高校前
  - 運行開始当初は、中央高校前は公園側を通り、裁判所・市役所・大学病院を経由していた。
  - 2009年4月1日 - 通年運行から、冬期のみ（12月 - 3月）の運行に変更。

### 弘前 - 堂ヶ沢・十腰内線
弘前営業所・和徳車庫（堂ヶ沢線を除く）と共管（糠坪・楢の木経由を除く）
- 高杉・鬼沢経由：弘前バスターミナル（弘前駅前） - 中央高校前 - 亀の甲門前 - 浜の町 - 石渡 - 独弧 - 高杉 - 住吉 - 鬼沢 - 下鬼沢 - 堂ヶ沢北口（ - 貝沢 - 大森 - 裾野中学校前 - 十面沢 - 十腰内 - 天長園前）
  - 198x年 - 鬼沢行最終便を十腰内迄延長。なお運用上の都合で、この便に限り和徳営業所（当時の「弘前 - 十腰内線」を所管）ではなく、引き続き藤代営業所の担当となる 。
- 糠坪・楢の木経由：弘前バスターミナル（弘前駅前） - 中央高校前 - 亀の甲門前 - 浜の町 - 石渡 - 独弧 - 下高杉 - 上高杉 - 糠坪 - 下糠坪 - 楢の木 - 下鬼沢 - 堂ヶ沢 - 堂ヶ沢北口（ - 貝沢 - 大森 - 裾野中学校前 - 十面沢 - 十腰内 - 天長園前）
  - 十腰内線は、復路の朝1便のみの運行。
  - 2003年4月1日 - 運行経路を住吉経由から糠坪経由に変更。
    - 旧経路：弘前バスターミナル（弘前駅前） - 中央高校前 - 亀の甲門前 - 浜の町 - 石渡 - 独弧 - 下高杉 - 高杉 - 住吉 - 楢の木 - 下鬼沢 - 堂ヶ沢 - 堂ヶ沢北口

### 堂ヶ沢 - 小栗山線
- 堂ヶ沢北口 - 下鬼沢 - 楢の木 - 糠坪 - 上高杉 - 独弧 - 石渡 - 浜の町 - 亀の甲門前 - 中央高校前 - 中央通り二丁目 - 住吉入口 - 弘前大学前 - 三中校前 - 実業高校前 - 松原 - 松原東三丁目 - 千年公民館前 - 小栗山 - 弘前営業所
  - 夏期のみ（4月 - 11月）の運行。

### 弘前 - 船沢線
弘前営業所と共管（聖愛高校線を除く）
- 弘前バスターミナル（弘前駅前） - 中央高校前 - 亀の甲門前 - 浜の町 - 石渡 - 蒔苗 - 小島 - 富栄 - 中別所 - 向野
  - 1956年 - 石渡 - 蒔苗間の路線免許を取得し、「弘前 - 蒔苗線」の運行開始。
  - 195x年 - 蒔苗 - 富栄間を路線延長し、「蒔苗経由 弘前 - 船沢線」の運行開始。
- 聖愛高校線：向野 - 中別所 - 富栄 - 小島 - 蒔苗 - 石渡 - 浜の町 - 亀の甲門前 - 中央高校前 - 中央通り二丁目 - 住吉入口 - 弘前大学前 - 三中校前 - 実業高校前 - 聖愛高校前
  - 2009年4月1日 - 「船沢 - 聖愛高校線」の運行を、通年から冬期のみ（12月 - 3月）に変更。

### 弘前 - 三ツ森線
- 弘前バスターミナル（弘前駅前） - 中央高校前 - 亀の甲門前 - 浜の町 - 石渡 - 蒔苗 - 小島 - 富栄 - 三ツ森（ - 独弧南口 - 石渡 - 田中 - 藤代営業所）
  - 復路は三ツ森始発

### 小友 - 聖愛高校線
- 下青女子 → 大川 → 三世寺 → 三省小学校前 → 中崎 → 町田 → 石渡 → 浜の町 → 亀の甲門前 → 中央高校前 → 中央通り二丁目 → 住吉入口 → 弘前大学前 → 三中校前 → 実業高校前 → 聖愛高校前
  - 2004年12月1日 - 運行経路を藤代経由から浜の町経由に変更。
    - 旧経路：小友 → 笹館 → 川村 → 小幡 → 桂 → 種市十文字 → 下青女子 → 大川 → 三世寺 → 三省小学校前 → 中崎 → 町田 → 石渡 → 田中 → 藤代営業所 → 駒越 → 工業高校前 → 市役所前公園入口 → 大学病院前 → 青森銀行前 → 中央通り二丁目 → 住吉入口 → 弘前大学前 → 三中校前 → 実業高校前 → 聖愛高校前

  - 2010年10月1日 - 小友→下青女子の区間を廃止し、下青女子発に変更

### 弘前 - 田代・大秋線
弘前営業所と共管（区間便の田代線のみ）
- 田代線：弘前バスターミナル（弘前駅前） - 大学病院前 - 市役所前公園入口 - 茂森新町 - 悪戸 - 下湯口南口 - 鳥井野 - 如来瀬 - 国吉 - 東目屋中学校前 - 桜庭 - 中畑 - 番館 - 田代 - 西目屋役場前
- 聖愛高校線：西目屋役場前 → 田代 → 番館 → 中畑 → 桜庭 → 東目屋中学校前 → 国吉 → 如来瀬 → 鳥井野 → 下湯口南口 → 悪戸 → 茂森新町 → 樹木 → 緑が丘 → 西が丘 → 西弘前駅前 → 三中校前 → 実業高校前 - 聖愛高校前
  - 弘前 - 田代（西目屋役場前）間に区間便の設定がある。
  - 193x年 - 弘前バス（弘前乗合自動車）が「弘前 - 田代線」の運行開始。
  - 1941年4月17日 - 弘前バスと弘南鉄道から分離した自動車部との統合により、「弘前 - 田代線」の運行を弘南バスへ移管。
  - 1951年 - 田代 - 川原平間を路線延長し、「弘前 - 川原平線」の運行開始。
  - 2014年10月1日 - 津軽ダム建設による「砂子瀬」・「川原平」集落の移転完了に伴い、居森平 - 川原平間を廃止。
  - 2018年10月1日 - 西目屋村役場前から居森平の区間が廃止[1]。
- 大秋線：弘前バスターミナル（弘前駅前） - 大学病院前 - 市役所前公園入口 - 茂森新町 - 悪戸 - 下湯口南口 - 鳥井野 - 如来瀬 - 国吉 - 東目屋中学校前 - 桜庭 - 中畑 - 番館 - 田代 - 西目屋役場前 - 公民館前 - 白沢 - 上大秋　
  - 西目屋役場前⇔上大秋間はフリー乗降区間。
  - 197x年 - 田代 - 上大秋間を路線延長し、「弘前 - 大秋線」の運行開始。

「弘前 - 西目屋村役場線」「弘前 - 大秋線」は、地域間幹線系統確保維持費国庫補助金 対象路線。

### 弘前 - 弥生線
弘前営業所と共管。
- 弘前バスターミナル（弘前駅前） - 大学病院前 - 市役所前公園入口 - 工業高校前 - 駒越 - 岩木高校前 - 熊島 - 岩木庁舎前 - 鼻和 - 富栄 - 外が沢入口 - （弥生いこいの広場 - ）弥生 - 弥生小学校前 - （第一養護学校前 - ）弥生北口
  - 弥生いこいの広場経由は1往復。（夏期営業期間の、日曜・祝日・休校日のみ経由）
  - 第一養護学校経由は1.5往復。（日曜・祝日・休校日を除く平日のみ経由）
  - 193x年 - 弘前バス（弘前乗合自動車）が「賀田経由 弘前 - 船沢線」の運行開始。
    - 弘前 - 駒越 - 賀田 - 鼻和 - 富栄 - 船沢

  - 1941年4月17日 - 弘前バスと弘南鉄道から分離した自動車部との統合により、「賀田経由 弘前 - 船沢線」の運行を弘南バスへ移管。
  - 196x年 - 「弘前 - 弥生線」の運行開始。
  - 197x年 - 「賀田経由 弘前 - 船沢線」を廃止し、弘前 - 富栄間は「弘前 - 弥生線」へ、富栄 - 船沢間は「蒔苗経由 弘前 - 船沢線」へ統合。

地域間幹線系統確保維持費国庫補助金 対象路線。

### 弘前 - 葛原線
- 弘前バスターミナル（弘前駅前） - 大学病院前 - 市役所前公園入口 - 工業高校前 - 駒越 - 岩木高校前 - 熊島 - 岩木庁舎前 - 植田 - 愛宕 - 新岡 - 葛原

地域間幹線系統確保維持費国庫補助金 対象路線。

### 兼平 - 聖愛高校線
- 藤代営業所 - 岩木高校前 - 熊島 - 岩木庁舎前 - 津軽中学校通り - 五代 - 兼平 - 派立 - 鳥井野 - 湯口 - 青柳 - 悪戸 - 茂森新町 - 樹木 - 緑が丘 - 西が丘 - 西弘前駅前 - 三中校前 - 実業高校前 - 聖愛高校前
  - 2009年4月1日 - 通年運行から、冬期のみ（12月 - 3月）の運行に変更。

### ためのぶ号 （津軽藩ねぷた村・りんご公園線）
- 往路：弘前駅前 - 大町二丁目 - 上土手町 - 土手町十文字 - 南瓦ヶ町 - 萱町 - 横町入口 - 文化センター前 - 中央高校前 - 津軽藩ねぷた村 - 中央高校前 - 文化センター前 - 市役所前（観光館側） - 覚仙町 - 茂森町 - 茂森南口 - 山観通り - 茂森新町 - 常盤坂入口 - りんご公園
- 復路：りんご公園 - 常盤坂入口 - 茂森新町 - 山観通り - 茂森南口 - 茂森町 - 覚仙町 - 市役所前公園入口 - 中央高校前 - 津軽藩ねぷた村 - 中央高校前 - 文化センター前 - ホテルニューキャッスル前 - 中央通り二丁目 - 弘前バスターミナル前 - 弘前駅前
  - 2003年4月1日 - 「ためのぶ号100円バス」を、下記経路で運行開始。1日16便の運行。
    - 津軽藩ねぷた村 - 中央高校前 - 文化センター前 - 市役所前 - 覚仙町 - 茂森町 - 黒門 - 長勝寺 - 茂森南口 - 山観通り - 茂森新町 - りんご公園入口 - りんご公園 - りんご公園入口 - 茂森新町 - 新寺町 - 弘前高校前 - 本町 - 青森銀行前 - 文化センター前 - 中央高校前 - 津軽藩ねぷた村

  - 2004年12月1日 - 運行本数を、夏期16便・冬期8便に変更する。
  - 2006年7月1日 - 運行経路変更、循環廃止、弘前駅発着となり、運行本数を6往復に減便し、運賃を100円均一から、全区間乗車で200円、弘前駅 - ねぷた村間・ねぷた村 - りんご公園間を100円に変更する。
  - 2008年4月23日 - 5月5日 - 弘前さくらまつり期間中、14往復（9:00 - 15:30・30分間隔）に臨時増便。
  - 2008年12月1日 - 通年運行から、冬期（12月 - 3月）は運休とし、夏期（4月 - 11月）限定運行に変更。
  - 2009年4月1日 - 運行本数を、6往復から4往復に減便。

### ミニバス 土堂・浜の町・栄町団地線
- 弘前バスターミナル - （往路：市立病院前 - 土手町十文字 - 下土手町②／復路：中央通り二丁目） - 文化センター前 - 亀の甲町角 - 城北 - 西城北一丁目 - 春日町入口 - 児童公園前 - 栄町一丁目 - 市営住宅前 - 県営アパート前 - 致遠小学校通り - 田中 - 土堂神社前
  - 1981年 - ミニバスの第2期路線として、「ミニバス 栄町団地線」「ミニバス 浜の町団地線」を特定貸切事業部の所管で運行開始。
    - 栄町団地線：弘前バスターミナル - （往路：市立病院前 - 土手町十文字 - 一番町ハイローザ前／復路：中央通り二丁目） - NHK前 - 亀の甲町角 - 春日町入口 - 児童公園前
    - 浜の町団地線：弘前バスターミナル - （往路：市立病院前 - 土手町十文字 - 一番町ハイローザ前／復路：中央通り二丁目） - NHK前 - 亀の甲門前 - 浜の町 - 市営住宅前 - 県営アパート前

  - 1982年 - 「ミニバス 栄町団地線」「ミニバス 浜の町団地線」の運行が特定貸切事業部より藤代営業所へ移管される。この移管にあたり、ミニバス「バンビ号」（三菱ローザ）3輌が転属となる。
  - 198x年 - 「ミニバス 栄町団地線」と「ミニバス 浜の町団地線」を統合し、「ミニバス 栄町経由 浜の町団地線」となる
    - 弘前バスターミナル - （往路：市立病院前 - 土手町十文字 - 一番町ハイローザ前／復路：中央通り二丁目） - 文化センター前 - 亀の甲町角 - 春日町入口 - 児童公園前 - 栄町一丁目 - 浜の町 - 市営住宅前 - 県営アパート前

  - 199x年 - 全便を藤代営業所まで延長し、城北経由に経路変更。一部の便を土堂経由に経路変更。
    - 弘前バスターミナル - （往路：市立病院前 - 土手町十文字 - 下土手町②／復路：中央通り二丁目） - 文化センター前 - 亀の甲町角 - 城北 - 西城北一丁目 - 春日町入口 - 児童公園前 - 栄町一丁目 - 市営住宅前 - 県営アパート前 - 致遠小学校通り - （田中 - 土堂神社前 - ）田中 - 藤代営業所

  - 199x年 - 「ミニバス 栄町・浜の町団地経由 藤代営業所線」の一部の便を弘前ビブレ（現：さくら野弘前店）まで延長。
    - 弘前ビブレ - 城東北三丁目 - 和徳東口 - 弘前バスターミナル - （往路：市立病院前 - 土手町十文字 - 下土手町②/復路：中央通り二丁目） - 文化センター前 - 亀の甲町角 - 城北 - 西城北一丁目 - 春日町入口 - 児童公園前 - 栄町一丁目 - 市営住宅前 - 県営アパート前 - 致遠小学校通り - 田中 - 藤代営業所

  - 2003年4月1日 - 「ミニバス 栄町・浜の町団地・土堂経由 藤代営業所線」「ミニバス 栄町・浜の町団地経由 藤代営業所線」「ミニバス 藤代営業所 - さくら野弘前店線」を廃止し、運行区間を現行の弘前バスターミナル - 土堂神社前間に統一する。
  - 2008年7月1日 - 車内案内システムを音声合成式への変更に伴い、これまで使用していなかった整理券発行機と運賃表示機を搭載し、運用を開始する。現在、藤代車庫のミニバス専用車両には予備車がなく、検査入場時には一般路線用車両を前面方向幕は「弘南バス」とし、サボを前面ガラスに貼付することで対応していたが、今回の改造時に予備対応車の前面方向幕に「（文化センター/栄町）土堂」「（栄町/文化センター）弘前バスターミナル」のコマが準備された。

## 過去の所管路線

### 藤代営業所 廃止前の所管路線
- 弘前 - 相乗線
- 弘前 - 糠坪・鬼沢・十腰内線
- 弘前 - 船沢・三ツ森線
- 弘前 - 弥生線
- 弘前 - 葛原線
- 弘前 - 田代・川原平・大秋線
- 弘前 - 相馬・水木在家線
- 弘前 - 真土線

- 弘前駅 - 藤代営業所線
  - 駒越経由
  - 浜の町経由
  - 田茂木経由
  - 和徳経由
  - 浜の町・市役所経由
- 弘前駅 - 石渡線
  - 給食センター行
  - 農工連行

- 弘前駅 - 四中校線
- 藤代営業所 - 松原線
  - 駒越・松森町経由
  - 浜の町・富田大通り経由
- 藤代営業所 - 小栗山線 （駒越・松森町経由）
- 藤代営業所 - 南高校線 （浜の町経由）
- 船沢 - 聖愛高校線
- 藤崎 - 藤代営業所線
- ミニバス 浜の町団地線 （栄町経由）

### 高崎営業所 設置前の所管路線
- 弘前・藤代営業所 - 糠坪・鬼沢線
- 弘前・藤代営業所 - 船沢線
- 弘前・藤代営業所 - 弥生線
- 弘前・藤代営業所 - 新岡線
- 弘前 - 相馬線
- 弘前 - 兼平線
- 弘前 - 尾上線

- 弘前駅 - 藤代営業所線
  - 駒越経由
  - 浜の町経由
  - 田茂木経由
  - 和徳経由
- 弘前駅 - 石渡線
- 弘前駅 - 茂森新町線
- 弘前駅 - 長勝寺線

- 弘前駅 - 金属団地線 （桔梗野経由）
- 弘前駅 - 小沢団地線
- 弘前駅 - 久渡寺線
- 藤代営業所 - 松原線
  - 駒越・松森町経由
  - 浜の町・富田大通り経由
- 藤代営業所 - 南高校線 （浜の町経由）
- 藤崎環状線

## その他
- 2009年4月の所管路線の増加により、前面方向幕に [2]弘前バスターミナル・[82]板 柳・[83]十腰内・[96]（夕顔関）板 柳・（金属団地/桔梗野）弘前駅・（桔梗野/金属団地）桜ヶ丘 が、側面方向幕には他に「小友 - 聖愛高校線」が追加された。板柳案内所からの転属車に対しては、元々藤代車庫と板柳案内所では共管路線が多かったことから、藤代車庫の従来車と同様に不足分を補充することになり、「田代・川原平・大秋線」・「真土経由 賀田線」・「浜の町 - 南高校線」・「桔梗野・金属団地経由 桜ヶ丘線」が追加された。ただし、「三ツ森線」・「田茂木線」等、追加されなかった路線があり、未装備の路線に運用の際は手書きのサボで対応している（2010年1月現在）。